# Seminoma
El seminoma és un tumor de cèl·lules germinals del testicle o, més rarament, el mediastí o altres llocs extragonadals. És una neoplàsia maligna i és un dels càncers més tractables i curables, amb una supervivència superior al 95% si es descobreix en etapes primerenques.
El seminoma testicular s'origina en l'epiteli germinal dels túbuls seminífers. Prop de la meitat dels tumors de les cèl·lules germinals dels testicles són seminomes. El tractament normalment requereix l'eliminació del testicle. No obstant això, la fertilitat no se sol afectar. Totes les altres funcions sexuals romandran intactes.